# Münchhausen-Zahl
Eine natürliche Zahl wird Münchhausen-Zahl genannt, wenn die Summe ihrer einzelnen mit sich selbst potenzierten Ziffern wieder diese Zahl ergeben. Hat etwa die natürliche Zahl {\displaystyle n} die Dezimaldarstellung {\displaystyle n=a_{k}a_{k-1}\dots a_{0}}, so muss für eine Münchhausen-Zahl die Bedingung {\displaystyle \textstyle n=\sum _{i=0}^{k}a_{i}^{a_{i}}} erfüllt sein.
Ein Beispiel ist {\displaystyle 3435}, da {\displaystyle 3^{3}+4^{4}+3^{3}+5^{5}=27+256+27+3125=3435}. Zur Berechnung der Potenzen der Ziffern wird im Zusammenhang mit Münchhausen-Zahlen üblicherweise {\displaystyle 0^{0}=0} definiert. Dann gibt es vier Münchhausen-Zahlen:
- 0,
- 1,
- 3435 und
- 438.579.088.

Mit der sonst üblichen Definition {\displaystyle 0^{0}=1} erfüllen nur 1 und 3435 die Eigenschaft einer Münchhausen-Zahl.
Ein ähnliches Bildungsgesetz besitzen narzisstische Zahlen, allerdings sind dort die Potenzen (auf verschiedene Weisen) fest vorgegeben. Bei Münchhausen-Zahlen bestimmt hingegen jede einzelne Ziffer selbst die Zahl, mit der sie potenziert wird. Da im übertragenen Sinne sich also jede Ziffer selbst „hochzieht“, haben die Münchhausener Zahlen ihren Namen in Anspielung auf eine bekannte Lügengeschichte des Barons von Münchhausen erhalten.